# Séquestre osseux
 (février 2024).
Si vous disposez d'ouvrages ou d'articles de référence ou si vous connaissez des sites web de qualité traitant du thème abordé ici, merci de compléter l'article en donnant les références utiles à sa vérifiabilité et en les liant à la section « Notes et références ».
Un séquestre osseux est un fragment osseux qui se détache lors d'un traumatisme et qui perd sa vascularisation et son innervation. 

## Exemples
Le séquestre osseux est un fragment osseux d'un os principal, par exemple d'un métacarpien chez le cheval.

## Évolution
Il est très difficile pour l'organisme de l'éliminer, ce qui engendre des plaies suppurées à répétition. Il est donc recommandé de faire une radio dans ces cas de plaies suppurées à répétition, car ce séquestre doit être éliminé chirurgicalement.